# Toby Regbo
Toby Finn Regbo (Londen, 18 oktober 1991) is een Engels acteur en musicus.

## Biografie

### Vroege jaren
Toby Regbo werd in Londen geboren als de zoon van een Noorse vader en een Engelse moeder. De originele Noorse familienaam was "Hansen", maar vanwege dat dit een veel voorkomende naam was in Noorwegen werd deze veranderd in Regbo. Hij ging naar de Latymer Upper School in Hammersmith.

### Acteercarrière
Toby Regbo begon met zijn carrière in 2006 met een kleine rol in de televisiefilm Sharpe's Challenge. In 2009 brak Regbo door met zijn rol in de film Mr. Nobody, een rol waarin hij werd geprezen voor zijn acteerprestatie. In datzelfde jaar maakte hij ook zijn debuut in het theater in een productie van Polly Stenham. Het jaar daarop speelde hij de rol van de jonge Albus Perkamentus in Harry Potter en de Relieken van de Dood deel 1, een rol die hij weer op zich nam in Fantastic Beasts: The Crimes of Grindelwald. Voor zijn performance in de film Uwantme2killhim? kreeg hij bij het Internationaal filmfestival van Edinburgh de prijs voor "Best performance in a British feature film".
In 2013 kreeg hij de hoofdrol in de serie Reign waar hij het historische personage Frans II van Frankrijk in portretteerde. Vier jaar later werd Regbo in een andere historische rol gescout, namelijk die van Æthelred van Mercia in The Last Kingdom.
In 2022 was hij te zien als Jack Blackfriars in het derde seizoen van A Discovery of Witches, een serie gebaseerd op de All Souls trilogie van Deborah Harkness.